# AEW World Trios Championship
L'AEW World Trios Championship è un titolo di wrestling di proprietà della All Elite Wrestling, detenuto dal 16 aprile 2025 da Samoa Joe, Powerhouse Hobbs e Katsuyori Shibata.

## Storia
Il 27 luglio 2022, l'episodio speciale di Dynamite intitolato Fight for the Fallen, la compagnia annunciò un torneo per incoronare i primi AEW World Trios Championship, che sarebbe culminato il 4 settembre 2022 al pay-per-view All Out. A differenza dell'AEW World Tag Team Championship, che è un titolo di tag team standard con due squadre formate da due atleti, il Trios Championship è combattuto da squadre di tre lottatori.
Ad All Out, fu l'Elite (Kenny Omega e gli Young Bucks) a vincere il torneo, battendo in finale Adam Page, John Silver e Alex Reynolds.
In seguito ad una vera rissa nel backstage avvenuta al termine di All Out tra Omega, i Bucks, CM Punk e il produttore Ace Steel, Tony Khan sospese tutti i coinvolti e rese vacante i Trios Championship e l'AEW World Championship. Il 7 settembre a Dynamite, Khan annunciò un match tra il Death Triangle e Orange Cassidy, Chuck Taylor e Trent Beretta, vinto dai primi.

## Albo d'oro
Statistiche aggiornate al 6 maggio 2025.
| # | Campione                                        | Regno | Data             | Giorni | Località                  | Evento     | Note | Fonti  |
| - | ----------------------------------------------- | ----- | ---------------- | ------ | ------------------------- | ---------- | --- | ------ |
| 1 | The Elite                                       | 1º    | 4 settembre 2022 | 3      | Hoffman Estates, Illinois | All Out    | L'Elite sconfisse Adam Page, John Silver e Alex Reynolds nella finale del torneo per l'assegnazione del titolo.        | [ 3 ]  |
| — | Vacante                                         | —     | 7 settembre 2022 | —      | —                         | —          | Reso vacante in seguito ad una rissa che coinvolse e L'Elite, CM Punk e Ace Steel (legit)                              | [ 4 ]  |
| 2 | Death Triangle                                  | 1º    | 7 settembre 2022 | 126    | Hoffman Estates, Illinois | Dynamite   | Il Death Triangle sconfisse Orange Cassidy, Chuck Taylor e Trent Beretta in un match per la riassegnazione del titolo. | [ 4 ]  |
| 3 | The Elite                                       | 2°    | 11 gennaio 2023  | 53     | Inglewood, California     | Dynamite   | L'Elite sconfisse il Death Triangle al termine di una best of seven series.                                            | [ 5 ]  |
| 4 | House of Black                                  | 1°    | 5 marzo 2023     | 175    | San Francisco, California | Revolution | | [ 6 ]  |
| 5 | The Acclaimed e Billy Gunn                      | 1°    | 27 agosto 2023   | 238    | Londra                    | All In     | In un no holds barred match                                                                                            | [ 7 ]  |
| 6 | Jay White, Austin Gunn e Colten Gunn            | 1°    | 21 aprile 2024   | 80     | Saint Louis, Missouri     | Dynasty    | Erano in palio anche i ROH World Six Man Tag Team Championship.                                                        | [ 8 ]  |
| — | Vacante                                         | —     | 10 luglio 2024   | —      | —                         | —          | Resi vacanti a causa di un infortunio subito da Jay White.                                                             | [ 9 ]  |
| 7 | Christian Cage, Luchasaurus e Nick Wayne        | 1     | 20 luglio 2024   | 36     | Arlington, Texas          | Collision  | Sconfiggono Juice Robinson e i Gunns per i titoli vacanti.                                                             | [ 10 ] |
| 8 | Claudio Castagnoli, Pac, Wheeler Yuta           | 1     | 25 agosto 2024   | 234    | Londra                    | All In     | In un London ladder match che coinvolgeva anche Juice Robinson e i Gunns e la House of Black.                          | [ 11 ] |
| 9 | Samoa Joe, Powerhouse Hobbs e Katsuyori Shibata | 1     | 16 aprile 2025   | 20+    | Las Vegas, Nevada         | Dynamite   | | [ 12 ] |